# Polnische Badminton-Mannschaftsmeisterschaft 2019
Die Polnische Badminton-Mannschaftsmeisterschaft der Saison 2018/2019 gewann das Team von ABRM Warszawa als Sieger der Play-offs. Es war die 46. Austragung der Titelkämpfe.

## Vorrunde
| Platz | Mannschaft                          |
| ----- | ----------------------------------- |
| 1     | SKB Litpol-Malow Suwałki            |
| 2     | ABRM Warszawa                       |
| 3     | UKS Hubal Białystok                 |
| 4     | OSSM-SMS Białystok                  |
| 5     | Galmet LKS Technik Głubczyce        |
| 6     | UKS Aktywna Piątka Przemyśl         |
| 7     | AZS AGH Kraków                      |
| 8     | KU AZS UM Łódź                      |
| 9     | Legia Warszawa Badminton            |
| 10    | UKS Plesbad Pszczyna                |
| 11    | UKS Unia Bieruń                     |
| 12    | BENINCA UKS Feniks Kędzierzyn-Koźle |
| 13    | MKS Stal Nowa Dęba                  |
| 14    | KS Chojnik Jelenia Góra             |
| 15    | Sportowa Politechnika Gdańsk        |

## Play-offs

### Halbfinale
- SKB Litpol-Malow Suwałki - OSSM-SMS Białystok: 4-1
- ABRM Warszawa - UKS Hubal Białystok: 4-1

### Spiel um Platz 3
- UKS Hubal Białystok - OSSM-SMS Białystok: 4-0

### Finale
- ABRM Warszawa - SKB Litpol-Malow Suwałki: 4-2